# Tres danzas alemanas, KV 605 (Mozart)

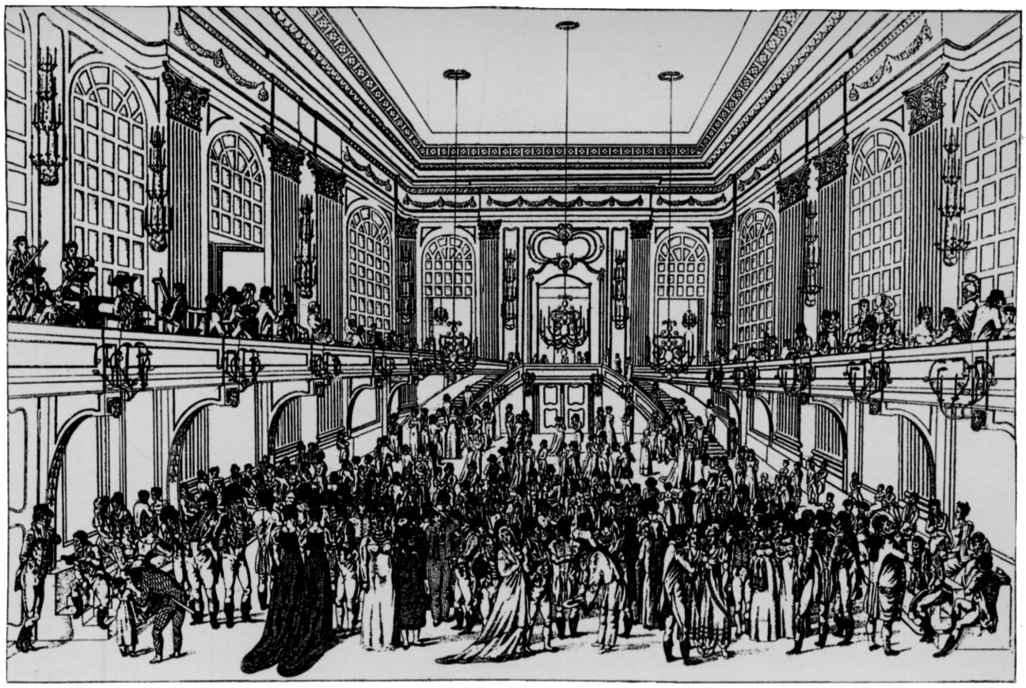
La Grosse Redoutensaal del Palacio Imperial de Hofburg de Viena, edificio en el que se intentó interpretar las Tres danzas alemanas.

Las Tres danzas alemanas, K. 605, son un conjunto de tres piezas de danza, compuestas por Wolfgang Amadeus Mozart en 1791.

## Historia y las otras danzas alemanas
La mayor parte de las danzas alemanas de Mozart fueron escritas cuando accedió al puesto de Kammermusicus en Viena. Mozart había sido nombrado como tal el 1 de diciembre de 1787 por el emperador José II de Austria, quien le ofreció el puesto tras la muerte del anterior Kammermusicus, Christoph Willibald Gluck el 15 de noviembre de 1787.
Los honorarios de Mozart en este cargo eran de ochocientos florines al año, y una de las principales obligaciones que conllevaba era escribir música para los bailes de la corte, que se celebraban en la Redoutensaal del Palacio Imperial de Hofburg, en Viena.
Mozart fue un bailarín entusiasta, y produjo mucha música de danza, incluidas diez series de danzas alemanas. La primera de estas series fue escrita en el mes de febrero de 1787, antes del nombramiento de Mozart como Kammermusicus. Las otras series, a excepción de la KV 611, se escribieron entre diciembre de 1787 y 1791, tiempo durante el cual Mozart escribió asimismo otras obras célebres, como la Sinfonía n.º 40, la Sinfonía n.º 41, y su ópera Così fan tutte.
Mozart escribió la mayor parte de su música de danza en series de seis, con una serie de cuatro piezas y otra de doce. Mozart compuso esta serie de tres Teutsche (danzas alemanas) en los primeros meses de 1791. Las tres danzas del KV 605 se suelen enumerar con las seis del KV 600 y las cuatro del KV 602 como Dreizehn deutsche Tänze. Las piezas aparecieron por primera vez el 12 de febrero de 1791 en el Catálogo de todas mis obras que el propio Mozart llevaba, y son la penúltima serie de danzas alemanas que Mozart compondría antes de su fallecimiento el 5 de diciembre de 1791.

## La música

### Instrumentación
Las danzas están escritas para dos violines, dos oboes, dos fagotes, dos flautas, un piccolo, dos trompetas, dos trompas, dos trompas de postillón, dos timbales, un contrabajo y cinco cascabeles.

### Descripción
Como el propio nombre Tres danzas alemanas sugiere, esta serie de danzas incluye tres danzas individuales. Cada danza presenta una instrumentación diferente con respecto a las otras dos; solo los violines tocan en las tres danzas. De esta forma, las danzas difieren en carácter, y cada una presenta una serie de rasgos específicos:
- Primera danza: La primera danza comienza con un conjunto de frases repetidas que crean una textura rica y son enfatizadas por los violines. En la pieza pueden oírse fanfarrias breves y ligeras, en tanto que las trompetas aparecen a lo largo de toda la pieza. Al final de la danza, se reexpone el tema principal del comienzo, dando lugar a un final característico.
- Segunda danza: La melodía principal es interpretada una vez más por los violines al principio, y se repite, mientras se expone la frase siguiente. Sin embargo, esta repetición suena en una dinámica más suave. La melodía principal desemboca seguidamente en una característica sección de viento-madera, a la que sigue una frase de carácter casi de vals que presenta un pulso claro y firme.
- Tercera danza (Schlittenfahrt):[3] Esta danza pudo haber sido escrita independientemente de las otras,[1] ya que es presenta un estilo muy diferente. Schlittenfahrt significa ‘paseo en trineo’; el uso de cascabeles a lo largo de la pieza hace una clara alusión a esto. Antes de que aparezcan los cascabeles, se suceden una serie de frases repetidas que se pasan entre las trompetas, los viento-madera y los violines. La topografía de las dinámicas de los melódicos cascabeles hacen que la pieza concuerde a la perfección con su título, al tiempo que las dinámicas se elevan y caen, sugiriendo de esta manera el movimiento del trineo sobre la nieve. A continuación, se escucha un hermoso y sencillo pasaje de trompeta solista, que confiere a la danza una atmósfera tranquila y clara, como un día de invierno. Las frases repetidas del principio vuelven a aparecer, y la danza termina con una majestuosa fanfarria de trompetas que pasa a los otros instrumentos, para volver de nuevo a los cascabeles y al solo de trompeta, que pone fin a la pieza con un diminuendo.

## Grabaciones
| Orquesta                            | Director           | Sello discográfico       | Fecha de grabación |
| ----------------------------------- | ------------------ | ------------------------ | ------------------ |
| Boston Pops Orchestra               | Arthur Fiedler     | RCA Victor               | 1959               |
| Academy of St. Martin-in-the-Fields | Neville Marinner   | Philips Digital Classics | 1981               |
| Capella Istropolitana               | Johannes Wildner   | Naxos                    | 1989               |
| Orpheus Chamber Orchestra           | n/a                | Deutsche Grammophon      | 1997               |
| Philharmonisches Orchester Ulm      | James Allen Gähres | SCM                      | 1998               |
| Wiener Mozart Ensemble              | Willi Boskovsky    | Decca                    | 2006               |
| Orchestra of Saint John's           | John Lubbock       | Resonance                | 2006               |